# Ardisia saligna
Ardisia saligna är en viveväxtart som beskrevs av Carl Christian Mez. Ardisia saligna ingår i släktet Ardisia och familjen viveväxter. Inga underarter finns listade i Catalogue of Life.